# Enaria reticulata
Enaria reticulata är en skalbaggsart som beskrevs av Marc Lacroix 1993. Enaria reticulata ingår i släktet Enaria och familjen Melolonthidae. Inga underarter finns listade i Catalogue of Life.